# Stefano Sposetti
| Asteroides descubiertos: 159 | Asteroides descubiertos: 159 |
| ---------------------------- | ---------------------------- |
| 12931 Mario                  | 7 de octubre de 1999         |
| 12932 Conedera               | 10 de octubre de 1999        |
| 15077 Edyalge                | 2 de febrero de 1999         |
| 16110 Paganetti              | 28 de noviembre de 1999      |
| 17190 Retopezzoli            | 28 de noviembre de 1999      |
| (18056) 1999 TV15            | 11 de octubre de 1999        |
| 18872 Tammann                | 8 de noviembre de 1999       |
| 18874 Raoulbehrend           | 8 de noviembre de 1999       |
| (19715) 1999 UA4             | 27 de octubre de 1999        |
| 20624 Dariozanetti           | 9 de octubre de 1999         |
| 21650 Tilgner                | 17 de julio de 1999          |
| 22769 Aurelianora            | 19 de enero de 1999          |
| 22898 Falce                  | 10 de octubre de 1999        |
| (25397) 1999 VY10            | 7 de noviembre de 1999       |
| (26321) 1998 VT5             | 11 de noviembre de 1998      |
| (27249) 1999 WO8             | 28 de noviembre de 1999      |
| 29753 Silvo                  | 10 de febrero de 1999        |
| 31555 Wheeler                | 7 de marzo de 1999           |
| 33433 Maurilia               | 14 de marzo de 1999          |
| (33445) 1999 FB21            | 23 de marzo de 1999          |
| (34125) 2000 QZ              | 23 de agosto de 2000         |
| (34126) 2000 QA1             | 23 de agosto de 2000         |
| (36447) 2000 QB1             | 23 de agosto de 2000         |
| (38679) 2000 QX              | 22 de agosto de 2000         |
| (41204) 1999 WX8             | 28 de noviembre de 1999      |
| (41205) 1999 WZ8             | 28 de noviembre de 1999      |
| (41301) 1999 XP127           | 6 de diciembre de 1999       |
| 41979 Lelumacri              | 22 de diciembre de 2000      |
| (43027) 1999 VA23            | 12 de noviembre de 1999      |
| (43028) 1999 VE23            | 12 de noviembre de 1999      |
| (43087) 1999 WW8             | 28 de noviembre de 1999      |
| 45027 Cosquer                | 28 de noviembre de 1999      |
| (45074) 1999 XA38            | 6 de diciembre de 1999       |
| (45075) 1999 XB38            | 6 de diciembre de 1999       |
| 45261 Decoen                 | 2 de enero de 2000           |
| 45305 Paulscherrer           | 4 de enero de 2000           |
| 47164 Ticino                 | 10 de octubre de 1999        |
| 47494 Gerhardangl            | 4 de enero de 2000           |
| (47981) 2000 WG183           | 30 de noviembre de 2000      |
| 50033 Perelman               | 3 de enero de 2000           |
| 53252 Sardegna               | 13 de marzo de 1999          |
| 53468 Varros                 | 2 de enero de 2000           |
| 54522 Menaechmus             | 23 de agosto de 2000         |
| 56100 Luisapolli             | 24 de enero de 1999          |
| 59239 Alhazen                | 7 de febrero de 1999         |
| 61195 Martinoli              | 28 de julio de 2000          |
| 61384 Arturoromer            | 22 de agosto de 2000         |
| 61386 Namikoshi              | 24 de agosto de 2000         |
| 61401 Schiff                 | 25 de agosto de 2000         |
| 61402 Franciseveritt         | 25 de agosto de 2000         |
| 62071 Voegtli                | 8 de septiembre de 2000      |
| 63129 Courtemanche           | 30 de noviembre de 2000      |
| 66939 Franscini              | 28 de noviembre de 1999      |
| 67085 Oppenheimer            | 4 de enero de 2000           |
| 67235 Fairbank               | 5 de marzo de 2000           |
| 70179 Beppechiara            | 21 de agosto de 1999         |
| 70446 Pugh                   | 10 de octubre de 1999        |
| 70737 Stenflo                | 8 de noviembre de 1999       |
| 70942 Vandanashiva           | 28 de noviembre de 1999      |
| 72042 Dequeiroz              | 17 de diciembre de 2000      |
| 72632 Coralina               | 23 de marzo de 2001          |
| 74818 Iten                   | 7 de octubre de 1999         |
| 75063 Koestler               | 1 de noviembre de 1999       |
| 75569 IRSOL                  | 2 de enero de 2000           |
| 80135 Zanzanini              | 7 de octubre de 1999         |
| (87644) 2000 RJ77            | 8 de septiembre de 2000      |
| (87645) 2000 RK77            | 9 de septiembre de 2000      |
| 88146 Castello               | 30 de noviembre de 2000      |
| 91428 Cortesi                | 20 de agosto de 1999         |
| 91429 Michelebianda          | 30 de agosto de 1999         |
| 91898 Margnetti              | 8 de noviembre de 1999       |
| 92525 Delucchi               | 28 de julio de 2000          |
| 92585 Fumagalli              | 7 de agosto de 2000          |
| 92614 Kazutami               | 23 de agosto de 2000         |
| (92615) 2000 QR1             | 23 de agosto de 2000         |
| (92616) 2000 QU1             | 24 de agosto de 2000         |
| (93949) 2000 WZ178           | 30 de noviembre de 2000      |
| 96876 Andreamanna            | 7 de octubre de 1999         |
| 97069 Stek                   | 12 de noviembre de 1999      |
| 97186 Tore                   | 11 de noviembre de 1999      |
| (98873) 2001 BO11            | 20 de enero de 2001          |
| (102223) 1999 TE12           | 10 de octubre de 1999        |
| (102224) 1999 TG12           | 10 de octubre de 1999        |
| (102617) 1999 VC23           | 12 de noviembre de 1999      |
| (102619) 1999 VK23           | 12 de noviembre de 1999      |
| (103289) 2000 AF42           | 2 de enero de 2000           |
| (105251) 2000 QP6            | 24 de agosto de 2000         |
| (107676) 2001 FD10           | 17 de marzo de 2001          |
| (121517) 1999 UO11           | 31 de octubre de 1999        |
| (121541) 1999 UZ51           | 31 de octubre de 1999        |
| (123499) 2000 WY178          | 30 de noviembre de 2000      |
| (123612) 2000 YL16           | 22 de diciembre de 2000      |
| (123955) 2001 FC10           | 17 de marzo de 2001          |
| (134793) 2000 EH15           | 5 de marzo de 2000           |
| (137498) 1999 VP8            | 7 de noviembre de 1999       |
| (137636) 1999 WS8            | 28 de noviembre de 1999      |
| (138543) 2000 QR6            | 25 de agosto de 2000         |
| (145988) 2000 BC4            | 26 de enero de 2000          |
| (148448) 2000 YB1            | 17 de diciembre de 2000      |
| (156474) 2002 CN46           | 11 de febrero de 2002        |
| (164358) 2005 DB             | 16 de febrero de 2005        |
| (164360) 2005 EL2            | 1 de marzo de 2005           |
| (164915) 1999 XC38           | 6 de diciembre de 1999       |
| (167853) 2005 DN             | 26 de febrero de 2005        |
| (168473) 1999 QU1            | 20 de agosto de 1999         |
| (170974) 2005 CN25           | 4 de febrero de 2005         |
| (171552) 1999 TD12           | 10 de octubre de 1999        |
| (171579) 1999 VD23           | 12 de noviembre de 1999      |
| (172836) 2005 CX37           | 7 de febrero de 2005         |
| (178116) 2006 TK7            | 10 de octubre de 2006        |
| (185748) 1999 NX4            | 15 de julio de 1999          |
| (187461) 2005 XM65           | 7 de diciembre de 2005       |
| (189521) 2000 OB7            | 30 de julio de 2000          |
| (190167) 2005 UW158          | 26 de octubre de 2005        |
| (191093) 2002 EF             | 3 de marzo de 2002           |
| (196800) 2003 SX200          | 25 de septiembre de 2003     |
| (199194) 2006 AO             | 3 de enero de 2006           |
| (200511) 2001 BN11           | 16 de enero de 2001          |
| (207174) 2005 CK67           | 15 de febrero de 2005        |
| (207175) 2005 CL67           | 15 de febrero de 2005        |
| (211211) 2002 PR11           | 5 de agosto de 2002          |
| 215868 Rohrer                | 12 de marzo de 2005          |
| (219164) 1999 TA14           | 11 de octubre de 1999        |
| (219202) 1999 VZ10           | 7 de noviembre de 1999       |
| (227545) 2005 YZ128          | 25 de diciembre de 2005      |
| (236194) 2005 WD57           | 20 de noviembre de 2005      |
| (245494) 2005 QX56           | 29 de agosto de 2005         |
| (257692) 1999 WT8            | 28 de noviembre de 1999      |
| (260483) 2005 CO38           | 9 de febrero de 2005         |
| (261581) 2005 XD8            | 6 de diciembre de 2005       |
| (261582) 2005 XE8            | 6 de diciembre de 2005       |
| (262776) 2006 YA12           | 22 de diciembre de 2006      |
| (262777) 2006 YR12           | 23 de diciembre de 2006      |
| (262778) 2006 YZ12           | 25 de diciembre de 2006      |
| (268227) 2005 ED30           | 4 de marzo de 2005           |
| (285405) 1999 UZ3            | 26 de octubre de 1999        |
| (290870) 2005 WE57           | 20 de noviembre de 2005      |
| (290873) 2005 WA58           | 11 de noviembre de 2005      |
| (293155) 2006 YX12           | 24 de diciembre de 2006      |
| (293156) 2006 YK14           | 25 de diciembre de 2006      |
| (301934) 2000 AE48           | 3 de enero de 2000           |
| (303472) 2005 CM67           | 15 de febrero de 2005        |
| (308182) 2005 CN38           | 8 de febrero de 2005         |
| (311523) 2005 XZ77           | 9 de diciembre de 2005       |
| (312154) 2007 UU6            | 22 de octubre de 2007        |
| (313020) 1999 XZ37           | 6 de diciembre de 1999       |
| (330065) 2005 VQ5            | 10 de noviembre de 2005      |
| (330393) 2006 YJ14           | 24 de diciembre de 2006      |
| 332326 Aresi                 | 27 de diciembre de 2006      |
| (356274) 2009 YC7            | 16 de diciembre de 2009      |
| (363033) 1999 QN2            | 30 de agosto de 1999         |
| (370857) 2005 EK2            | 1 de marzo de 2005           |
| (383475) 2007 AU8            | 11 de enero de 2007          |
| (384458) 2010 BM2            | 18 de enero de 2010          |
| (387934) 2005 CV37           | 6 de febrero de 2005         |
| (400337) 2007 UZ65           | 3 de octubre de 2007         |
| (405518) 2005 CJ67           | 15 de febrero de 2005        |
| (413993) 2007 EC125          | 13 de marzo de 2007          |
| (429240) 2010 AL76           | 14 de enero de 2010          |

Stefano Sposetti (22 de diciembre de 1958) es un astrónomo aficionado suizo y un descubridor prolífico de planetas menores.

## Semblanza

Sobrevuelo del Asteroide 2004 FH en marzo de 2004. El otro objeto que centellea es un satélite artificial. Las imágenes son de Stefano Sposetti y compuestas por Raoul Behrend del Observatorio de Ginebra.

Sposetti vive en Gnosca, en la parte de habla italiana de Suiza en los Alpes Lepontinos, donde se encuentra el Observatorio Astronómico de Gnosca.

## Trabajo
Sposetti tomó imágenes del asteroide Aton 2004 FH el cual hizo su paso cerca del planeta Tierra (más cercano que la Luna). Además,  detecta contrapartidas ópticas de los estallidos de rayos gamma y lleva a cabo fotometría del tránsito de exoplanetas en su observatorio.
Los descubrimientos de Sposetti al 1 de septiembre de 2015, incluyen 157 planetas menores numerados. El Centro de Planetas Menores de la Unión Astronómica Internacional le clasifica con número 70 en la lista de los descubridores de todo el mundo de todos los tiempos. El cinturón principal de asteroides 22354 Sposetti ha sido nombrado en su honor.